# NGC 3189
NGC 3189 је део галаксије (на пример сјајан HII регион) у сазвежђу Лав која се налази на NGC листи објеката дубоког неба.
Деклинација објекта је + 21° 49' 56" а ректасцензија 10h 18m 4,2s. Привидна величина (магнитуда) објекта NGC 3189 износи 16,6. Налази се на удаљености од 25,250 милиона парсека од Сунца.